# The Creation
The Creation fue una banda de rock inglesa de final de los años 60, durante el movimiento psicodélico. Combinaban el rock con los elementos psicodélicos, efectos de fuzz, pedales de distorsión y otros efectos de estudio.
Entre sus miembros estuvo Ronnie Wood como guitarrista, que tras la disolución de la banda se unió al grupo de Jeff Beck con Rod Stewart.
- Datos: Q1456447